# Florian Hoxha
Florian Hoxha (Bülach, 22 febbraio 2001) è un calciatore svizzero naturalizzato kosovaro, difensore dello Sciaffusa in prestito dal Grasshoppers.

## Biografia
È nato in Svizzera da una famiglia di origini kosovare.

## Caratteristiche tecniche
È un terzino sinistro.

## Carriera

### Club
Hoxha è cresciuto nel settore giovanile del Grasshoppers con cui ha debuttato il 15 agosto 2021 nell'incontro di Coppa Svizzera vinto 5-0 contro il Widnau. Una settimana più tardi ha debuttato anche in Super League contro lo Zurigo. Il 25 marzo 2022 ha subito la rottura del legamento crociato anteriore duranto un incontro con la formazione Under-21, che lo ha lasciato fuori dai campi di gioco per oltre un anno. Ha fatto il suo rientro il 29 aprile 2023, contro il Lugano.
Ha segnato il suo primo gol con la prima squadra il 20 agosto 2023 in Coppa Svizzera contro lo Sciaffusa.

### Nazionale
Nel 2021 ha giocato con il Kosovo Under-21.

## Statistiche

### Presenze e reti nei club
Statistiche aggiornate al 13 aprile 2024.
| Stagione        | Squadra          | Campionato      | Campionato | Campionato | Coppe nazionali | Coppe nazionali | Coppe nazionali | Coppe continentali | Coppe continentali | Coppe continentali | Altre coppe | Altre coppe | Altre coppe | Totale | Totale | Totale |
| Stagione        | Squadra          | Comp            | Pres       | Reti       | Comp            | Pres            | Reti            | Comp               | Pres               | Reti               | Comp        | Pres        | Reti        | Pres   | Reti   |        |
| --------------- | ---------------- | --------------- | ---------- | ---------- | --------------- | --------------- | --------------- | ------------------ | ------------------ | ------------------ | ----------- | ----------- | ----------- | ------ | ------ | ------ |
| 2017-2018       | Grasshoppers U21 | 1L              | 2          | 0          |                 | -               | -               |                    | -                  | -                  |             | -           | -           | 2      | 0      |        |
| 2019-2020       | Grasshoppers U21 | 1L              | 12         | 0          |                 | -               | -               |                    | -                  | -                  |             | -           | -           | 12     | 0      |        |
| 2020-2021       | Grasshoppers U21 | 1L              | 11         | 0          |                 | -               | -               |                    | -                  | -                  |             | -           | -           | 11     | 0      |        |
| 2021-2022       | Grasshoppers U21 | 1L              | 6          | 0          |                 | -               | -               |                    | -                  | -                  |             | -           | -           | 6      | 0      |        |
| 2022-2023       | Grasshoppers U21 | 1L              | 6          | 1          |                 | -               | -               |                    | -                  | -                  |             | -           | -           | 6      | 1      |        |
| 2023-2024       | Grasshoppers U21 | 1L              | 4          | 0          |                 | -               | -               |                    | -                  | -                  |             | -           | -           | 4      | 0      |        |
| 2021-2022       | Grasshoppers     | SL              | 6          | 0          | CS              | 1               | 0               |                    | -                  | -                  |             | -           | -           | 7      | 0      |        |
| 2022-2023       | Grasshoppers     | SL              | 2          | 0          | CS              | 0               | 0               |                    | -                  | -                  |             | -           | -           | 2      | 0      |        |
| 2023-2024       | Grasshoppers     | SL              | 17         | 0          | CS              | 1               | 1               |                    | -                  | -                  |             | -           | -           | 18     | 1      |        |
| Totale carriera | Totale carriera  | Totale carriera | 66         | 1          |                 | 2               | 1               |                    | -                  | -                  |             | -           | -           | 68     | 2      |        |